# اورتیگویرا
اورتیگویرا (به اسپانیایی: Ortigueira) یکی از دهستان‌های اسپانیا است که در Ortegal واقع شده‌است.

## خصوصیات
اورتیگویرا ۲۰۹٫۶۰ کیلومترمربع مساحت و ۷٬۱۵۰ نفر جمعیت دارد.